# Mikołaj Sęp Szarzyński

Mikołaj Sęp Szarzyński (Zimna Woda o Rudno, actual Ucrania, entre 1545 y 1550 - Wolica? 1581) fue un poeta de origen polaco que representó la transición entre el Renacimiento y el Barroco. Escribió tanto en polaco como en latín y junto a Jan Kochanowski está considerado el autor más brillante de toda la literatura polaca antigua.
Por lo general se le considera el precursor del barroco polaco junto a Sebastian Grabowiecki, así como el representante más destacado de la poesía metafísica dentro de la lírica polaca de este período. Autor de versos patrióticos, sonetos filosófico-morales, cantos, epitafios y poemas eróticos.
La falta de datos biográficos ha generado (y aún genera) multitud de debates a la hora de establecer fechas y considerar aspectos relativos a su obra. Tampoco se ha conservado ningún retrato suyo.

## Vida
La información sobre la vida de Mikołaj Sęp Szarzyński es bastante incompleta. Se cree que nació en Zimna Woda o en Rudno (ambos ubicados en los alrededores de Lvov, actual Ucrania) hacia 1550, aunque algunos autores adelantan esta fecha hasta 1545. Fue el mayor de los tres hijos de Joachim Szarzyński, propietario de Zimna Woda. El linaje de los Sęp-Szarzyński procedía de Mazovia, donde vivió el abuelo del poeta y donde estaba situada su residencia – Szarzyno - , aunque la siguiente generación se trasladó al distrito de Lvov. Allí aprendió el joven Sęp Szarzyński a leer y escribir, además de estudiar griego clásico y latín. A continuación ingresó en la universidad de Wittenberg el 21 de mayo de 1565 (aunque la abandonó aquel mismo año en otoño) y en la de Leipzig, lo que hace pensar a los investigadores que de aquí nació su relación con el protestantismo. Se dice incluso que Sęp Szarzyński rechazó estudiar en Cracovia debido a la atmósfera católica que allí reinaba.
Con un amigo de la familia, el protestante Stanisław Starzechowski, Mikołaj seguramente visitó Italia y Suiza. Muchos aseguran que durante estos viajes el joven entró en contacto con los ideales de la Reforma; sin embargo, tras volver a Lvov el 31 de enero de 1568 se convirtió al catolicismo, mezclándose con los dominicos y los jesuitas. En su país le esperaban los problemas financieros del padre, cuya resolución recayó en los tres hijos.
Sęp Szarzyński empezó su actividad literaria seguramente hacia 1567, cuando tras la muerte del padre Stanisław Starzechowski, escribió un breve epitafio en latín. Pronto aparecieron las obras siguientes, de cuya fecha no se tiene seguridad.
En este tiempo Sęp Szarzyński empieza a frecuentar las mansiones de la aristocracia ubicadas entre Zimna Woda y Lvov. Allí busca un círculo de lectores más amplio, así como amigos para participar en debates intelectuales. Durante largos años cultivó la amistad del padre Antonin z Przemyśla, quien acercó al poeta a la obra de Luis de Granada y dirigió el desarrollo del pensamiento filosófico-religioso de Mikołaj.
Mikołaj Sęp Szarzyński debió morir en la aldea de Wolica, a la edad de 31 años. Su obra literaria la conservó durante un año Stanisław Starzechowski, quien sin embargo murió un año después, en 1582. Así, pues, la edición de los versos de Mikołaj Sęp Szarzyński corrió a cuenta de su hermano, Jakub Sęp Szarzyński, que en 1601 imprimió sus Rytmy abo wiersze polskie ("Rimas y versos polacos" en español).
== 
El rasgo principal de la poesía de Mikołaj Sęp Szarzyński es una ardiente religiosidad, que pone de manifiesto una profunda crisis existencial y religiosa. En su creación se vislumbran los intereses e influencias de Sęp Szarzyński, desde el antropocentrismo humanista hasta la teoría teocéntrica propia de la poética barroca. También se advierten otras influencias típicamente barrocas en sus versos, como el conceptismo, el tópico del locus classicus y el manierismo. Sęp Szarzyński emplea continuamente la paradoja, la moraleja, las descripciones dinámicas y la eufonía poética. También gusta mucho de la aliteración.

### Rimas y versos polacos
Esta obra fue publicada inmediatamente después de su muerte; se conservan sólo cincuenta poemas (el resto se perdió), que fueron publicados en 1601 por el hermano de Mikołaj, Jakub, con el título de Rytmy abo wiersze polskie (que en español podría traducirse como Rimas y versos polacos). Lo más seguro es que fuesen escritos en el periodo de 1568 a 1581.
Las Rimas están formadas por un ciclo de seis sonetos (al parecer los primeros en la literatura polaca siguiendo el modelo de los sonetos de Shakespeare), seis cantos que parafrasean salmos bíblicos, nueve cantos religiosos que tratan de la teoría teocéntrica, treinta epitafios y epígrafes dedicados a los escudos de armas de familias nobles y veintiún poemas eróticos anónimos hallados en la segunda mitad del siglo XIX por Aleksander Brückner en la Biblioteca de Zamoyski. La obra se abre con el poema Napis na statuę abo na obraz śmierci (A la estatua o retrato de la muerte) y finaliza con Nagrobek panu Janowi Starzechowskiemu (Epitafio a Jan Starzechowski), dedicado al chambelán de la región de Lvov.
La descripción de Dios en los cantos de Sęp Szarzyński reflejan los miedos típicos del género humano al paso del tiempo y la dinámica del mundo, así como a las teorías de Aristóteles sobre el arché, sobre todo las contenidos en su Física. Tanto el poeta como el filósofo griego coinciden en una concepción del mundo en categorías eternas de cambio (en Aristóteles esto es el paso de la posibilidad a la realidad) que encontró una base en la imperturbabilidad primitiva y en los principios superiores (en Aristóteles: la forma, el objetivo de la actividad y la fuerza del creador), los cuales proporcianarán movimiento a cualquier tipo de vida. Tras esta teoría, en lo esencial opuesta al neoplatonismo, reconoce Sęp Szarzyński al mismo Dios:
Siglos de sabiduría, Dios sin medida,
que todo lo mueves, sin estar conmovido
Otros inspiraciones filosóficas de Sęp Szarzyński proceden, entre otras, del pensamiento de Anicius Manlius Severinus Boethius (Boecio), cuyo obra De consolatione philosophiae (Sobre el consuelo de la Filosofía) llegó a convertirse en la base para la redacción de su poema Prośba do Boga (Ruego a Dios), en que suplica al creador que le otorgue paz y que proteja a la gente de la "fortuna engañosa". Un papel igualmente importante en su creación jugó la filosofía geocéntrica de Claudio Ptolomeo, respaldada oficialmente por la Iglesia, pero criticada cordialmente por Szarzyński. A su vez, rechazó la idea de las "moradas interiores" planteada por Teresa de Ávila, así como las opiniones de san Agustín de Hipona, entre otras que el conocimiento de Dios descansaba en el conocimiento interno de la propia alma. Para el poeta renacentista, Dios es más bien un Ente transcendente al que el individuo dirige peticiones para que ayude a su débil alma. La divina Arcadia es también aquí la fuente de la perfecta poesía, de la voz primitiva y de los cantos.
Los poemas eróticos atribuidos a Sęp Szarzyński tratan casi en su totalidad del amor sensual, casi siempre desgraciado, a causa del cual el héroe experimenta sufrimientos contradictorios (se invoca al fuego y al agua como símbolos fundamentales de la condición humana), profundamente relacionados con la espiritualidad de la época (división de la Iglesia, Reforma y Contrarreforma) y con los temores existencialistas. Estos versos, sin embargo, parecen estar en oposición con los sonetos de Sęp Szarzyński, en los que se manifiesta un claro desprecio por la apariencia empírica de la realidad, colocando a Dios como el único objetivo de todos los esfuerzos humanos:
Y no amar profundamente, y amar
el miserable consuelo
Porque nuestro deseo de felicidad propia,
(que a través de Dios reconocemos) se lo llevan

## Controversia
El estatus de la poesía de Sęp Szarzyński en la literatura polaca antigua se califica a menudo como "controvertido", tal como afirma Wiktor Weintraub. En opinión del crítico polaco, la controversia gira en torno a dos cuestiones: el verdadero patrimonio literario de Sęp Szarzyński y la adecuación del estilo o no a dicho patrimonio. El primer problema lo presenta el carácter fragmentario de su obra (se sabe que la mayoría fue destruida o se perdió) y las dudas sobre la verdadera autoría del famoso ciclo de poemas eróticos.

### Autoría de los poemas eróticos
En 1891 Aleksander Brückner encontró en la Biblioteca Zamojskich un manuscrito del siglo XVI, en el que aparecían entre otros 5 obras de Szarzyński con alrededor de 21 poemas eróticos. Sam Brückner achacó su autoría a Sęp Szarzyński, pero algunos investigadores como Tadeusz Sinko se basaron en las considerables diferencias entre estos poemas y las "Rimas" para desmentir la teoría de Brückner.
Sinko argumentaba, por ejemplo, que el pensamiento se expresa de manera más eficaz en los poemas eróticos que en las "Rimas", y que aquellos son más melódicos y de mayor calidad técnica. Julian Krzyżanowski, sin embargo, recurre a la larga tradición literaria de la poesía erótica, defendiendo que tanto Sęp Szarzyński como Jan Kochanowski serían continuadores de los moldes tradicionales petrarquistas a la hora de cultivar dicho género. A pesar de las dificultades que presenta la poesía psicológica y teológica, Sęp Szarzyński se esforzaba como el que más. Además, las últimas investigaciones parecen restar credibilidad a la teoría sobre la limitación técnica del poeta, amparándose en la hipótesis de que esto sería un recurso intencionado para despertar la sorpresa en el lector a través de artificios estilísticos.
El último argumento de dicha discusión resultó ser el análisis de las figuras estilísticas, del vocabulario y sobre todo de los neologismos empleados por Sęp Szarzyński¨. Se demostró que aparecían términos específicos y giros lingüísticos que no se emplean en otras obras de aquel periodo.

### ¿Renacimiento o Barroco?
La segunda cuestión es el problema de la periodización. Es difícil definir dentro de una corriente el estilo que presenta Sęp Szarzyński; aparecen en igual cantidad los ecos típicamente renacentistas y los elementos evidentes de la poética barroca.
Clasificar las "Rimas y versos polacos" dentro de una de estas categorías no es únicamente cuestión de interpretaciones; como afirma Weintraub, "si lo consideramos como poeta barroco, entonces los inicios del barroco en la literatura polaca se trasladan a los años de mayor intensidad en la creación poética de Kochanowski"".
El autor de las rimas murió joven, en el cenit de la creación literaria, unos tres años antes de la muerte de Jan Kochanowski. Si consideramos (según la tradición) el año 1620 como el inicio del barroco polaco (coincidiendo con la muerte de Piotr Kochanowski, traductor de Torquato Tasso) entonces habría que considerar a Sęp Szarzyński como poeta renacentista. Sin embargo, muchos eruditos como el polonista italiano Giovanni Maver, S. Nieznanowski, C. Bacvis o Wiktor Weintraub (entre otros) consideran a Sęp Szarzyński como un autor barroco. El resultado de este debate fue la monografía de Jan Błoński en la que se destaca la individualidad y originalidad de este poeta. A pesar de esto, la discusión contribuyó a la popularización de Sęp Szarzyński, un poeta hasta entonces apenas conocido más allá de las fronteras polacas, sobre todo en el campo de la eslavística internacional.

## Legado cultural
Mikołaj Sęp Szarzyński inició en Polonia la literatura de cambio del siglo XVI al siglo XVII, que en el período del Barroco pleno empezaron a acometer con éxito poetas como Sebastian Grabowiecki, Daniel Naborowski y Jan Andrzej Morsztyn. Fueron tiempos en que se habló poco del autor de las "Rimas". Quedó olvidado y ensombrecido por aquella nueva generación de poetas vivos. Con el tiempo, sin embargo, la poesía de Sęp Szarzyński adquirió un eco cada vez mayor e inspiró a un nutrido círculo de artistas.
Sus sonetos reflexivo-filosóficos desempeñaron un papel fundamental en la crítica sobre la creación literaria del escritor y poeta Antoni Lange (perteneciente al movimiento literario conocido como Młoda Polska). Uno de los versos de Lange, Fragment, comienza citando literalmente las palabras del Soneto V del maestro barroco: Y no amar profundamente, y amar el miserable consuelo.
La poesía de Sęp Szarzyński cobró una especial importancia en los años 50 y 60 del siglo XX y sirvió como fuente de inspiración a los más conocidos escritores y poetas del momento, como Bronisław Maj, Ryszard Krynicki o Zbigniew Herbert. Un ejemplo muy claro lo encontramos en el poema "Epitafio a Roma" de Jarosław Marek, que es una paráfrasis moderna del poema de Sęp Szarzyński que lleva el mismo título.